# 新世纪出版社
新世紀出版及傳媒有限公司（NEW CENTURY MEDIA & CONSULTING CO., LTD.），簡稱新世纪出版社（New Century Press），是香港的一間出版社，2005年由前中华人民共和国国务院总理赵紫阳的前秘书鲍彤之子鮑樸在香港創辦。
由於中華人民共和國出版物審查制度，很多題材敏感的書籍在中國大陸被禁止出版，因此鮑樸在出版自由相對稍大的香港開設新世紀出版社。

## 出版書籍
- 《陳一諮回憶錄》
- 《改革歷程》
- 《最後的秘密─中共十三屆四中全會「六四」結論文檔》
- 《中國影帝溫家寶》
- 《毛澤東的大饑荒：1958-1962年的中國浩劫史》
- 《回歸民主：和吳邦國委員長商榷十三個大問題》
- 《陳希同親述：眾口鑠金難鑠真——保外就醫的陳希同2011-2012年談話紀錄》
- 《父親金正日與我：金正男獨家告白》
- 《太后與我》（原作擬名《穢亂清宮》）
- 《胡趙新政啟示錄》[2][3]
- 《邱會作回憶錄》
- 《落難英雄：丁盛將軍回憶錄》
- 《劉曉波文集》
- 《中國文明的反思》
- 《1959：拉薩！──達賴喇嘛如何出走》
- 《文化大革命的起源》
- 《軍人永勝：原解放軍總參謀長黃永勝將軍前傳》
- 《燭盡夢猶虛：胡耀邦助手林牧回憶錄》
- 《周恩來的秘密情感世界》

## 外部連結
- 官方网站